# Viktor Heinz
Viktor Heinz (russisch Виктор Кондратьевич Гейнц, wiss. Transliteration Viktor Kondrat'evič Gejnc; * 10. Oktober 1937 in Nowoskatowka, Gebiet Omsk, UdSSR; † 11. Juni 2013 in Göttingen) war ein russlanddeutscher Germanist und Schriftsteller.

## Leben
Viktor Heinz war Sohn eines Dorfschullehrers. Da beide Eltern in den 1930er Jahren in Arbeitslager verschleppt worden waren, wuchs Heinz bei seiner Großmutter in Westsibirien auf. Nachdem er 1955 die Reifeprüfung abgelegt hatte, studierte er ab 1959 Germanistik an der Pädagogischen Hochschule in Nowosibirsk. Ab 1963 wirkte Viktor Heinz als Dozent am Pädagogischen Institut in Omsk, wo er 1971 mit einer Arbeit über deutsche Dialekte in Sibirien promovierte. Ab 1974 hatte er einen Lehrstuhl an der Pädagogischen Hochschule in Petropawlowsk/Kasachstan inne und war ab 1984 Redakteur russlanddeutscher Zeitschriften in Alma-Ata. Neben seiner Tätigkeit als Dozent und Journalist trat Heinz mit erzählenden Werken, Gedichten und Theaterstücken in deutscher Sprache hervor und förderte russlanddeutsche Nachwuchsautoren. 1992 übersiedelte Heinz nach Deutschland, wo er weitere literarische Werke veröffentlichte und 1995 zu den Mitbegründern des Literaturkreises der Deutschen aus Russland gehörte. 2002 erhielt er die Ehrengabe des Russlanddeutschen Kulturpreises.

## Werke
- Lebensspuren, Alma-Ata 1980
- Regen im Juni, Alma-Ata 1984
- Schritte des Jahrhunderts, Moskau 1988
- Herbstwind, Alma-Ata 1989
- Auf den Wogen der Jahrhunderte, Moskau 1993
- In der Sackgasse, Stuttgart 1996
- Der brennende See, Lage-Hörste 2000
- Zarte Radieschen und anderes Gemüse, Lage-Hörste 2002
- Der eine spricht, der andre schwätzt, der dritte babbelt, Augsburg 2008
- Als ich gestorben war..., Lage (Westf.) 2012

### Herausgeberschaft
- Friedrich Bolger: Friedrich Bolger, Alma-Ata 1989